# Puccinellia hispanica
Puccinellia hispanica är en gräsart som beskrevs av Julià och Josep Maria Montserrat-Marti. Puccinellia hispanica ingår i släktet saltgrässläktet, och familjen gräs. Inga underarter finns listade i Catalogue of Life.